# Ch’oe Kyŏng Sŏng
Ch’oe Kyŏng Sŏng, również Ch’oe Kyong Song (kor. 최경성, ur. ?) – północnokoreański polityk i trzygwiazdkowy generał (kor. 상장) Koreańskiej Armii Ludowej. Ze względu na przynależność do najważniejszych gremiów politycznych Korei Północnej, uznawany za członka elity władzy KRLD.

## Kariera
Niewiele wiadomo o wykształceniu i przebiegu kariery zawodowej Ch’oe Kyŏng Sŏnga przed kwietniem 2010 roku, kiedy to otrzymał awans na stopień generała-pułkownika (kor. 상장).
Podczas 3. Konferencji Partii Pracy Korei 28 września 2010 roku został wybrany członkiem Centralnej Komisji Wojskowej KC PPK, najważniejszego organu Partii Pracy Korei odpowiedzialnego za sprawy wojskowe, a także zasiadł w samym Komitecie Centralnym.
Po śmierci Kim Dzong Ila w grudniu 2011 roku, Ch’oe Kyŏng Sŏng znalazł się na 73. miejscu w 233-osobowym Komitecie Żałobnym. Świadczyło to o formalnej i faktycznej przynależności Ch’oe Kyŏng Sŏnga do grona kierownictwa politycznego Koreańskiej Republiki Ludowo-Demokratycznej. Według specjalistów, miejsca na listach tego typu określały rangę polityka w hierarchii aparatu władzy.

## Odznaczenia
Kawaler Orderu Kim Dzong Ila (luty 2012).